# Partido de la Igualdad Socialista, Cuarta Internacional
El Partido de la Igualdad Socialista, Cuarta Internacional (en alemán: Sozialistische Gleichheitspartei, Vierte Internationale, SGP) es un partido político minoritario en Alemania, de ideología trotskista. Fue fundado en 1971 bajo el nombre de Asociación de Trabajadores Socialistas (Bund Sozialistischer Arbeiter, BSA) y desde 1997 hasta 2017 fue renombrado como Partido por la Igualdad Social, Sección Cuarta Internacional (Partei für Soziale Gleichheit, Sektion der vierten Internationale, PSG).
El partido se ve a sí mismo como la sección alemana de la Cuarta Internacional y anhela construir un movimiento obrero de carácter socialista e internacionalista. Cuenta con una organización paraguas, el Comité Internacional de la Cuarta Internacional (CICI). Tiene contactos con otros partidos miembros del CICI en Francia, Inglaterra, los EE. UU., Sri Lanka, Canadá y Australia.
Es considerado un partido de extrema izquierda por la Oficina Federal para la Protección de la Constitución.

## Resultados electorales
Electoralmente, el PSG nunca ha superado el 0,0% de los votos, tanto a nivel europeo como federal y estatal. En las elecciones federales de 2013 obtuvo 4564 votos y en las elecciones al Parlamento Europeo de 2014 obtuvo 9852 votos. En las elecciones de 2017 y 2021 obtuvo nuevamente el 0.0%. En las elecciones al Parlamento Europeo de 2019 fue la lista menos votada con 5.293 sufragios. A nivel estatal, ha participado en las elecciones de Hesse y Berlín.